# Cerro Mizkha Orkho
Cerro Mizkha Orkho är ett berg i Bolivia.   Det ligger i departementet Chuquisaca, i den centrala delen av landet, 20 km sydväst om huvudstaden Sucre. Toppen på Cerro Mizkha Orkho är 3 272 meter över havet. Cerro Mizkha Orkho ingår i Serranías de Maragua.
Terrängen runt Cerro Mizkha Orkho är kuperad åt sydost, men åt nordväst är den bergig. Runt Cerro Mizkha Orkho är det ganska tätbefolkat, med 72 invånare per kvadratkilometer.. Närmaste större samhälle är Sucre, 19,9 km nordost om Cerro Mizkha Orkho. 
Omgivningarna runt Cerro Mizkha Orkho är i huvudsak ett öppet busklandskap.